# Yeah Right
«Yeah Right» (стилизовано под маюскул) — песня японского певца и автора песен Joji. Это первый сингл с его дебютного альбома Ballads 1.

## Чарты
| Чарт (2018–21)                        | Высшая позиция |
| ------------------------------------- | -------------- |
| Литва (AGATA)                         | 89             |
| Новая Зеландия Hot Singles (RMNZ)     | 38             |
| США Hot R&B/Hip-Hop Songs (Billboard) | 21             |

## Сертификации
| Регион                                                                      | Сертификация | Продажи   |
| --------------------------------------------------------------------------- | ------------ | --------- |
| Польша (ZPAV)                                                               | Золотой      | 25 000    |
| Великобритания (BPI)                                                        | Серебряный   | 200 000   |
| США (RIAA)                                                                  | Платиновый   | 1 000 000 |
| Данные о продажах + прослушиваниях приведены только на основе сертификации. |              |           |